# 呼吸调节器

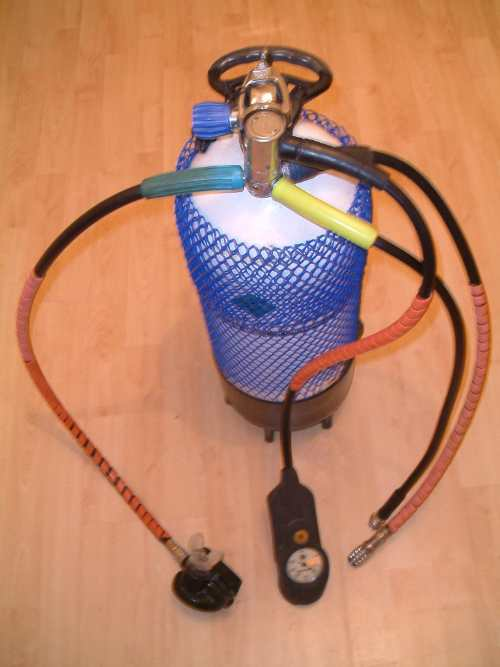

潜水用呼吸调节器（Diving Regulator）可将压缩气瓶内的气体调整气压后输送至各个不同的设备，用于潜水员呼吸或是对潜水装备进行充气。

## 结构
其分为一级调节（First Stage）及二级调节(Second Stage)。
- 一级调节器将存储于气瓶内的气体进行多个管路的分配，并对某些管路上的气压进行第一次减压（LP）
- 经过第一次减压后的气体来到二级调节器后，再将气压调整为人可接受的压力并送入嘴咬（MouthPiece）

## 连接的设备
由于休闲潜水用的呼吸调节器上通常会连接多个管路，样子像八爪鱼，所以也称为章鱼 Octopus。
通常连接的设备有：
- 二级呼吸调节器
- 备用二级呼吸调节器
- 气压表（Submersible pressure gauge，SPG）
- BCD

## 生产厂家
目前市面上常见的潜水呼吸调节器品牌有
- Scubapro
- Aquatec
- Aqualung / Aptec
- Poseidon
- Tusa
- Atomic
- AQUATEC
- DiveRite
- Cressi
- Beuchat
- IST
- Hollis
- ScubaMax